# Гайда, Чеслав
Чеслав Гайда (пол. Czesław Gajda; 2 мая 1936, Чарна-Бялостоцка, Польская Республика (ныне Подляское воеводство, Польша) — 3 июня 2019, Гданьск) — польский скульптор.

## Биография
Учился в художественной школе в Белостоке. Позже, в художественной школе в Замосце, где специализировался на скульптуре. Окончил Высшую школу изящных искусств в Гданьске. Ученик Францишека Душенько.

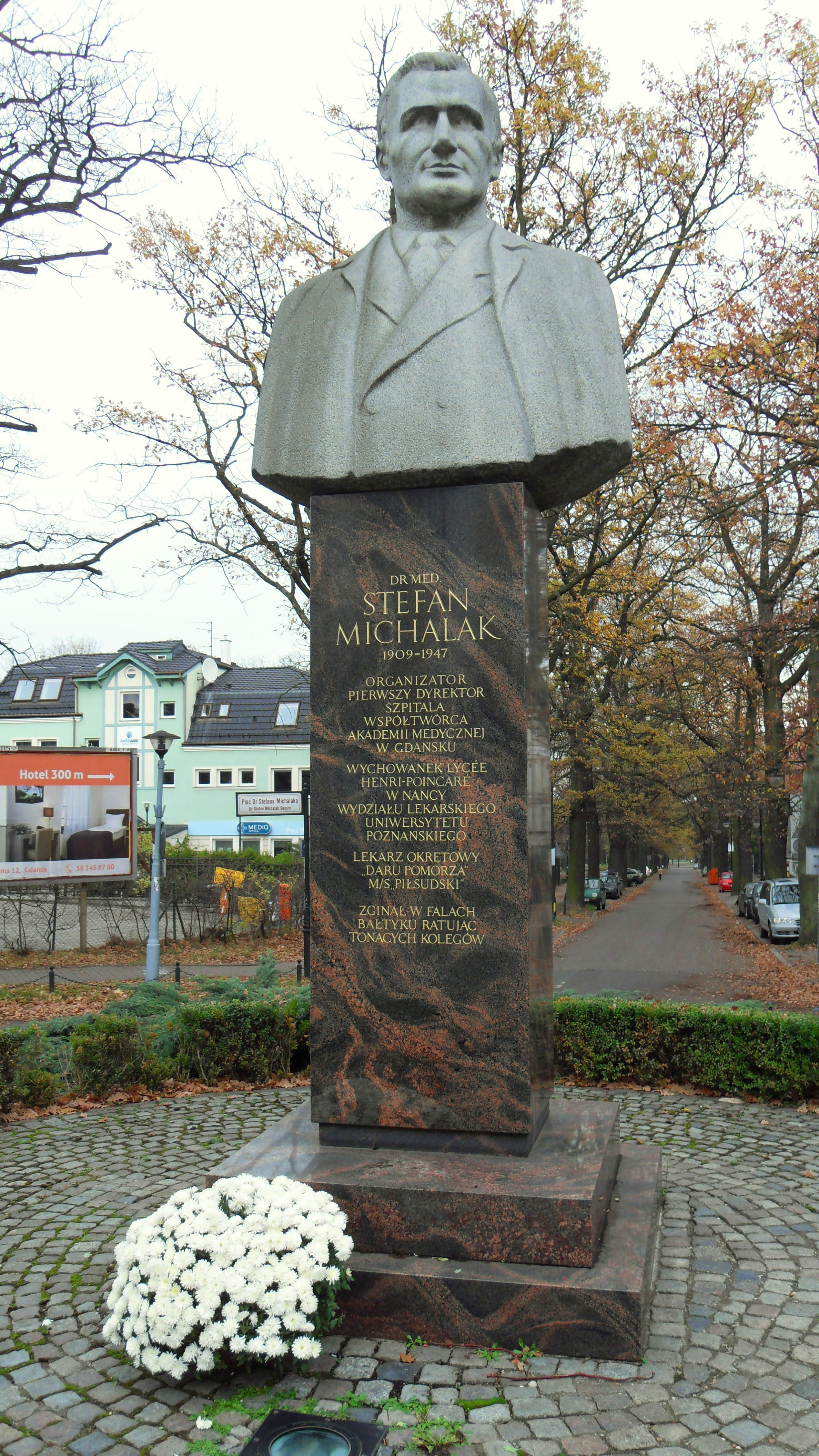
Памятник учёному С. Михалаку перед Гданьским медицинским университетом

Был членом коллектива скульпторов под руководством Станислава Горно-Поплавского, который создал памятник композитору Каролю Шимановскому в Слупске. Участвовал в создании памятника Ю. Выбицкому в г. Косьцежина, памятников папе Иоанну Павлу II в Гданьске, писателю Джозефу Конраду в Гдыне, Памятника защитникам побережья на полуострове Вестерплатте вблизи Гданьска.

## Избранные самостоятельные работы
- Памятник Иисусу Милосердному в Гданьске
- Памятник Героям борьбы с фашизмом в Румя
- Памятник поэту Роману Ландовскому в Тчеве
- Памятник Юзефу Пилсудскому в Конине
- Памятник учёному С. Михалаку в Гданьске

Член партии Движение польской реконструкции.
Похоронен на Лостовицком кладбище в Гданьске.

## Награды
- Золотой Крест Заслуги (Польша)
- Бронзовая Медаль «За заслуги при защите страны»
- Лауреат премии города Гданьска в области культуры